# Траншея (малюнок)
Траншея, або Мій Боже, всі вони діти твої! (фр. Mon Dieu, mes enfants !) — малюнок, який створив французький художник 20 століття Жан Руперт (1887—1979).

## Історія створення
Під час Першої світової війни Руперт створив кілька швидких малюнків, де реалістично та безкомпромісно відтворив трагічні події війни. Малюнки не мали патріотичного забарвлення і стали зразками мистецтва антивоєнного та антибуржуазного спрямування. До серії антивоєнних малюнків Жана Руперта належить і малюнок китайською тушшю «Мій Боже, всі вони діти твої!», створений 1921 року за попереднім начерком років війни.